# Casola Valsenio
Casola Valsenio (romanyol nyelven Chêsla) település Olaszországban, Emilia-Romagna régióban, Ravenna megyében. Lakosainak száma 2498 fő (2023. január 1.). Casola Valsenio Borgo Tossignano, Brisighella, Castel del Rio, Fontanelice, Palazzuolo sul Senio és Riolo Terme községekkel határos.

## Történelem
1216-ban alapította a Pagani, a Visconti, a Manfredi és a Riario nemesi család.